# Disappearing Car Door
Dissapearing Car Door（見えなくなる車のドア）とは、市販の車両に特殊な改造を施し、ドアの開き方に新たな提案を加えた車両のことである。

## 特徴
通常自動車のドアは、ヒンジを支点に横や上に開くタイプ、横にスライドして開くドアなどが存在する。
Dissapearing Car Doorはこうしたドアとは一線を画し、ドアそのものが、車両の底面にスライドし、オープン時に見えなくなるというものである。
通常乗用車では、そのデザイン上スライドドアなどの導入がしにくいため、ヒンジを支点に横に開くタイプが導入されている。
このため、狭い場所での駐車などでは、隣の車両や壁などとの間隔が狭いため、出入りが困難となるケースがある。
Dissapearing Car Doorでは、ドアそのものが、文字通り姿を消すため、ワゴン車などのスライドドアと同様の隙間でも、出入りができる。

## 形態
- チューニングカー

Category:改造車の形態も参照されたい。